# U-231 (tàu ngầm Đức)
U-231 là một tàu ngầm tấn công  Lớp Type VII thuộc phân lớp Type VIIC được Hải quân Đức Quốc Xã chế tạo trong Chiến tranh Thế giới thứ hai. Nhập biên chế năm 1943, nó đã thực hiện được ba chuyến tuần tra nhưng đánh chìm được mục tiêu nào. Trong chuyến tuần tra cuối cùng tại Đại Tây Dương, U-231 bị một máy bay ném bom Vickers Wellington của Không quân Hoàng gia Anh đánh chìm ở vị trí về phía Đông Bắc quần đảo Azores vào ngày 13 tháng 1, 1944.

## Thiết kế và chế tạo

### Thiết kế

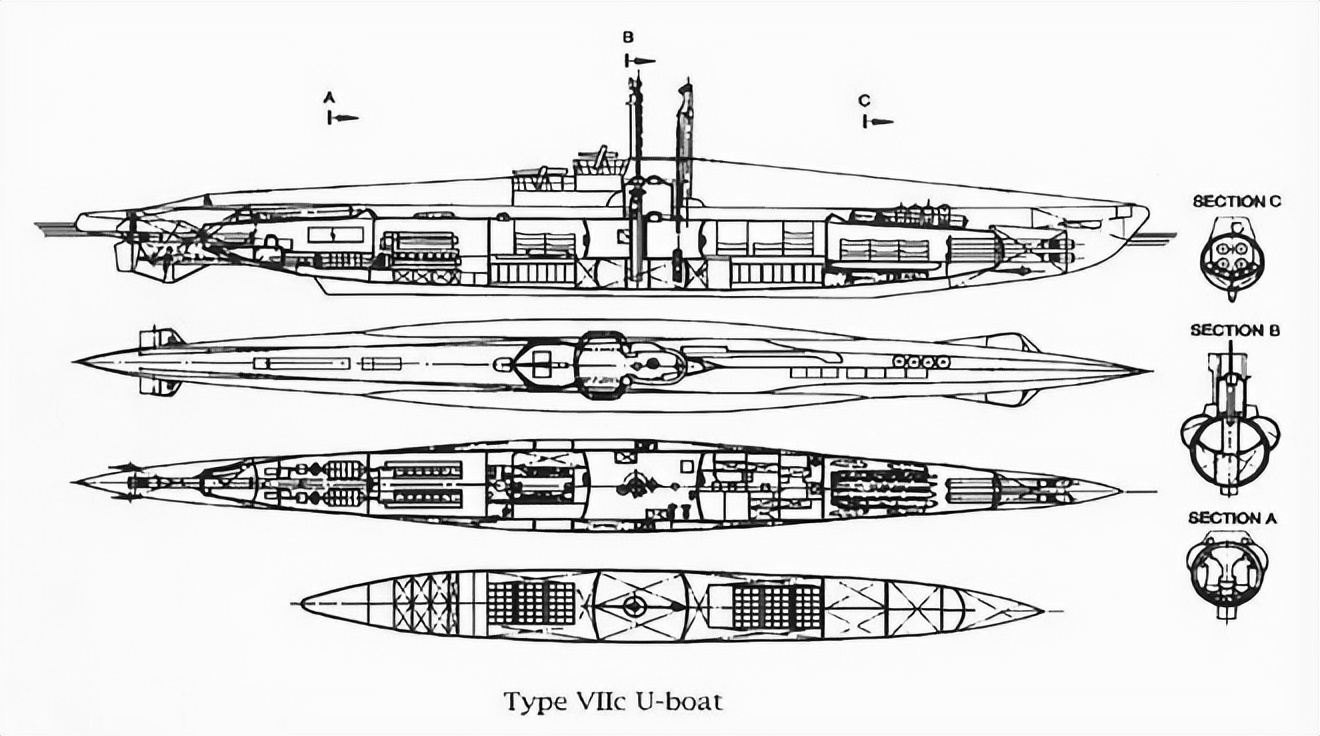
Sơ đồ các mặt cắt một tàu ngầm Type VIIC

Phân lớp VIIC của Tàu ngầm Type VII là một phiên bản VIIB được kéo dài thêm. Chúng có trọng lượng choán nước 769 t (757 tấn Anh) khi nổi và 871 t (857 tấn Anh) khi lặn). Con tàu có chiều dài chung 67,10 m (220 ft 2 in), lớp vỏ trong chịu áp lực dài 50,50 m (165 ft 8 in), mạn tàu rộng 6,20 m (20 ft 4 in), chiều cao 9,60 m (31 ft 6 in) và mớn nước 4,74 m (15 ft 7 in).
Chúng trang bị hai động cơ diesel Germaniawerft F46 siêu tăng áp 6-xy lanh 4 thì, tổng công suất 2.800–3.200 PS (2.100–2.400 kW; 2.800–3.200 bhp), dẫn động hai trục chân vịt đường kính 1,23 m (4,0 ft), cho phép đạt tốc độ tối đa 17,7 kn (32,8 km/h), và tầm hoạt động tối đa 8.500 nmi (15.700 km) khi đi tốc độ đường trường 10 kn (19 km/h). Khi đi ngầm dưới nước, chúng sử dụng hai động cơ/máy phát điện AEG GU 460/8–27 tổng công suất 750 PS (550 kW; 740 shp). Tốc độ tối đa khi lặn là 7,6 kn (14,1 km/h), và tầm hoạt động 80 nmi (150 km) ở tốc độ 4 kn (7,4 km/h). Con tàu có khả năng lặn sâu đến 230 m (750 ft).
Vũ khí trang bị có năm ống phóng ngư lôi 53,3 cm (21 in), bao gồm bốn ống trước mũi và một ống phía đuôi, và mang theo tổng cộng 14 quả ngư lôi, hoặc tối đa 22 quả thủy lôi TMA, hoặc 33 quả TMB. Tàu ngầm Type VIIC bố trí một hải pháo 8,8 cm SK C/35 cùng một pháo phòng không 2 cm (0,79 in) trên boong tàu. Thủy thủ đoàn bao gồm 4 sĩ quan và 40-56 thủy thủ.

### Chế tạo
U-231 được đặt hàng vào ngày 7 tháng 12, 1940, và được đặt lườn tại xưởng tàu của hãng Friedrich Krupp Germaniawerft tại Kiel vào ngày 30 tháng 1, 1942. Nó được hạ thủy vào ngày 1 tháng 10, 1942, và nhập biên chế cùng Hải quân Đức Quốc Xã vào ngày 14 tháng 11, 1942 dưới quyền chỉ huy của Hạm trưởng, Đại úy Hải quân Wolfgang Wenzel.

## Lịch sử hoạt động

### Chuyến tuần tra thứ nhất
U-231 khởi hành từ cảng Kiel vào ngày 13 tháng 4, 1943 cho chuyến tuần tra đầu tiên trong chiến tranh. Nó băng qua khe GIUK giữa quần đảo Faroe và Iceland để đi đến hoạt động tại vùng biển Bắc Đại Tây Dương về phía Đông Nam Greenland và phía Đông Newfoundland, Canada. Trên đường đi tại khe GIUK vào ngày 22 tháng 4, nó hai lần bị các thủy phi cơ PBY Catalina thuộc Liên đội 190 Không quân Hoàng gia Anh ném bom tấn công nhưng không gây hư hại; và vào ngày hôm sau 23 tháng 4, một máy bay không rõ nhận dạng đã tấn công khiến chiếc tàu ngầm bị ngập nước tháp chỉ huy. Đến ngày 21 tháng 5, trong khi tìm cách tấn công Đoàn tàu ON 184, nó bị máy bay ném bom-ngư lôi TBF Avenger xuất phát từ tàu sân bay hộ tống USS Bogue ném bom tấn công, gây rò rỉ khí chlorine và làm hỏng cả hai bộ thu phát vô tuyến. Chiếc tàu ngầm kết thúc chuyến tuần tra và đi đến cảng La Pallice, La Rochelle bên bờ biển Đại Tây Dương của Pháp vào ngày 31 tháng 5.

### Chuyến tuần tra thứ hai
Sau khi chuyển căn cứ hoạt động từ La Pallice đến cảng Bordeaux vào cuối tháng 9, U-231 xuất phát từ cảng này vào ngày 27 tháng 9 cho chuyến tuần tra thứ hai, để hoạt động tại khu vực giữa Bắc Đại Tây Dương. Chiếc tàu ngầm không đánh chìm được mục tiêu nào trong chuyến tuần tra kéo dài 57 ngày này, ngoại trừ việc cứu vớt năm người sống sót sau khi tàu ngầm U-964 bị máy bay đối phương đánh chìm vào ngày 16 tháng 10. Nó kết thúc chuyến tuần tra và đi đến La Pallice vào ngày 22 tháng 11.

### Chuyến tuần tra thứ ba - Bị mất
U-231 xuất phát từ cảng La Pallice vào ngày 26 tháng 12, 1943 cho chuyến tuần tra thứ ba, cũng là chuyến cuối cùng, để hoạt động trong Đại Tây Dương về phía Tây Bồ Đào Nha. Vào ngày 13 tháng 1, 1944, ở vị trí 750 mi (1.210 km) về phía Đông Bắc quần đảo Azores, nó bị một máy bay xuất phát từ tàu sân bay hộ tống USS Block Island phát hiện và dẫn đường cho một máy bay ném bom Vickers Wellington thuộc Liên đội 172 Không quân Hoàng gia Anh tấn công bằng mìn sâu lúc 22 giờ 55 phút. U-231 bị hư hại đến mức không thể tiếp tục lặn, nên thủy thủ đoàn phải bỏ tàu và đánh đắm tại tọa độ 44°15′B 20°38′T / 44,25°B 20,633°T. Bảy thành viên thủy thủ đoàn của U-229 đã tử trận, nhưng 43 người khác bao gồm hạm trưởng đã sống sót, được các tàu chiến Đồng Minh cứu vớt và bắt làm tù binh chiến tranh.

### "Bầy sói" tham gia
U-231 từng tham gia mười một bầy sói:
- Star (27 tháng 4 - 4 tháng 5, 1943)
- Fink (4 – 6 tháng 5, 1943)
- Elbe (7 – 10 tháng 5, 1943)
- Elbe 1 (10 – 14 tháng 5, 1943)
- Mosel (19 – 22 tháng 5, 1943)
- Schlieffen (14 – 22 tháng 10, 1943)
- Siegfried (22 – 27 tháng 10, 1943)
- Siegfried 1 (27 – 30 tháng 10, 1943)
- Körner (30 tháng 10 - 2 tháng 11, 1943)
- Borkum (1 – 3 tháng 1, 1944)
- Borkum 3 (3 – 13 tháng 1, 1944)